# Оргтехника
„Оргтехника“ АД е българско предприятие за производство на офис техника със седалище и производствена база в Силистра.
Известно през 70-те и 80-те години на XX век с произвежданите от него калкулатори „Елка“, днес то произвежда главно касови апарати, специализирани принтери и електронни везни. Към 2023 година има приходи от 1,37 милиона лева, загуба от 226 хиляди лева и 47 служители.

## История
Основана е през 1964 година. Дълго време е единствен в България и един от малкото в Източна Европа производители на електронни калкулатори и средства за копиране и размножаване. В началото на 80-те години фирмата започва производството на микропроцесорни системи и електронно регистриращи касови апарати и системи, фискални принтери, таксиметри, везни, периферни устройства.
До 1990 г. компанията провежда голяма развойна дейност с първия българси калкулатор „Елка 6521“, както и печатащи устрейства от клас „Сейко“. За Варшавския договор, Куба и за Военно-морския флот на СССР – изчислителни и навигационни апарати за подводници. С модифициран вариант на „Елка“ е летял в космоса Георги Иванов.
„Оргтехника“ е приватизирано, като 67% са продадени през 1996 година в масовата приватизация, а други 26% са купени през следващата година от работническо-мениджърско дружество.